# Deinopis longipes
Deinopis longipes är en spindelart som beskrevs av F. O. Pickard-Cambridge 1902. Deinopis longipes ingår i släktet Deinopis och familjen Deinopidae. Inga underarter finns listade i Catalogue of Life.